# کاندور فیلمز
کاندور فیلمز (انگلیسی: Condor Films) شرکت رسانه‌ای سوئیسی است، که در سال ۱۹۴۷ تأسیس شد.